# Transgender Studies Quarterly
TSQ: Transgender Studies Quarterly est le premier journal académique non-médical dévoué aux études sur la transidentité. Il met l'accent sur les études culturelles et les sciences humaines. Les rédacteurs en chef de la revue sont les cofondateurs, Susan Stryker et Paisley Currah (en) ; le comité éditorial comprend 25 chercheurs actifs dans les études sur la transidentité,.
Currah est professeur de sciences politiques au Brooklyn College et au CUNY Graduate Center,. Stryker est professeur agrégé d'études de genre et d'étude sur les femmes à l'université d'Arizona. Son essai de 1994 My Words to Victor Frankenstein Above the Village of Chamounix était le premier article d'un auteur transgenre out jamais publié dans une revue évalué par les pairs.
C'est en 2008 que Stryker et Currah ont été avertis de la nécessité d'un journal sur les études sur la transidentité. Ils ont coédité le numéro automne-hiver des Women's Studies Quarterly (en) ; 
Ce fut une édition spéciale sur les études transgenres, et ils avaient besoin de 12 articles ; ils ont reçu plus de 200 dépôts.
En mai 2013, ils ont commencé une campagne Kickstarter durant un mois pour aider à financer la revue. Ils ont reçu plus de 10 000 $ en dons au cours des cinq premiers jours ; avant la fin de la campagne, le journal avait près de 25 000 $ de capital.

## Publication historique
Le premier appel à propositions a attiré un intérêt considérable. La première parution était un double numéro de la taille d'un livre composé de 86 essais. Seulement 2 numéros ont été publiés en 2016 car ils étaient des numéros doubles.

### Lecture complémentaire
- (en) « TSQ: Transgender Studies Quarterly », sur Dolores' List of CFPs, University Park, Université d'État de Pennsylvanie, 17 juillet 2012